# Palais Porto
Le palais Porto (en italien : Palazzo Porto) est une résidence urbaine d'Andrea Palladio sise contrà Porti à Vicence, dans la province homonyme et la région Vénétie, en Italie.
Il est l'un des deux palais conçus par l'architecte pour la famille Porto dans la cité vicentine ; le deuxième est le palais Porto, sis piazza Castello et construit pour Alessandro Porto.

« Les plans suivants montrent la maison d'Iseppo de' Porti, un membre de ces familles nobles de ladite ville. Cette demeure donne sur deux rues publiques. Pour cette raison, elle possède deux entrées pourvues chacune de quatre colonnes qui portent une voûte soutenant l'espace au-dessus d'elles. (...) Le péristyle de la cour, auquel on parvient par un couloir partant des susdites entrées, aura des colonnes de 36 pieds et demi de haut, c'est-à-dire qu'elles seront aussi hautes que les deux premiers étages. Derrière ces colonnes, se trouvent des pilastres ..., qui supportent le plancher de la loggia du dessus. Cette cour divise la maison en deux parties. La partie avant sert au maître, aux femmes et aux servantes. La partie arrière sert à héberger des hôtes, de telle façon que les habitants de la maison et les hôtes ne se dérangent pas trop mutuellement, ce à quoi les Anciens, en particulier les Grecs, attachaient beaucoup d'importance. En outre, cette répartition est encore utile pour le cas où les descendants du susdit gentilhomme désireraient avoir des pièces séparées. J'ai voulu disposer l'escalier sous le portique, de manière qu'il soit au milieu de la cour ; le visiteur, en l'empruntant découvrira malgré lui les plus belles parties des bâtiments. Par ailleurs, étant au milieu, l'escalier dessert également les deux parties de la construction. »

— Paroles d'introduction relatives à la description de ce palais par l'architecte, dans Les Quatre Livres de l'architecture, son livre sur la théorie de l'architecture.
Vingt-quatre villas palladiennes et le centre historique de la ville de Vicence sont inscrits sur la liste du patrimoine mondial de l'UNESCO.

## Historique

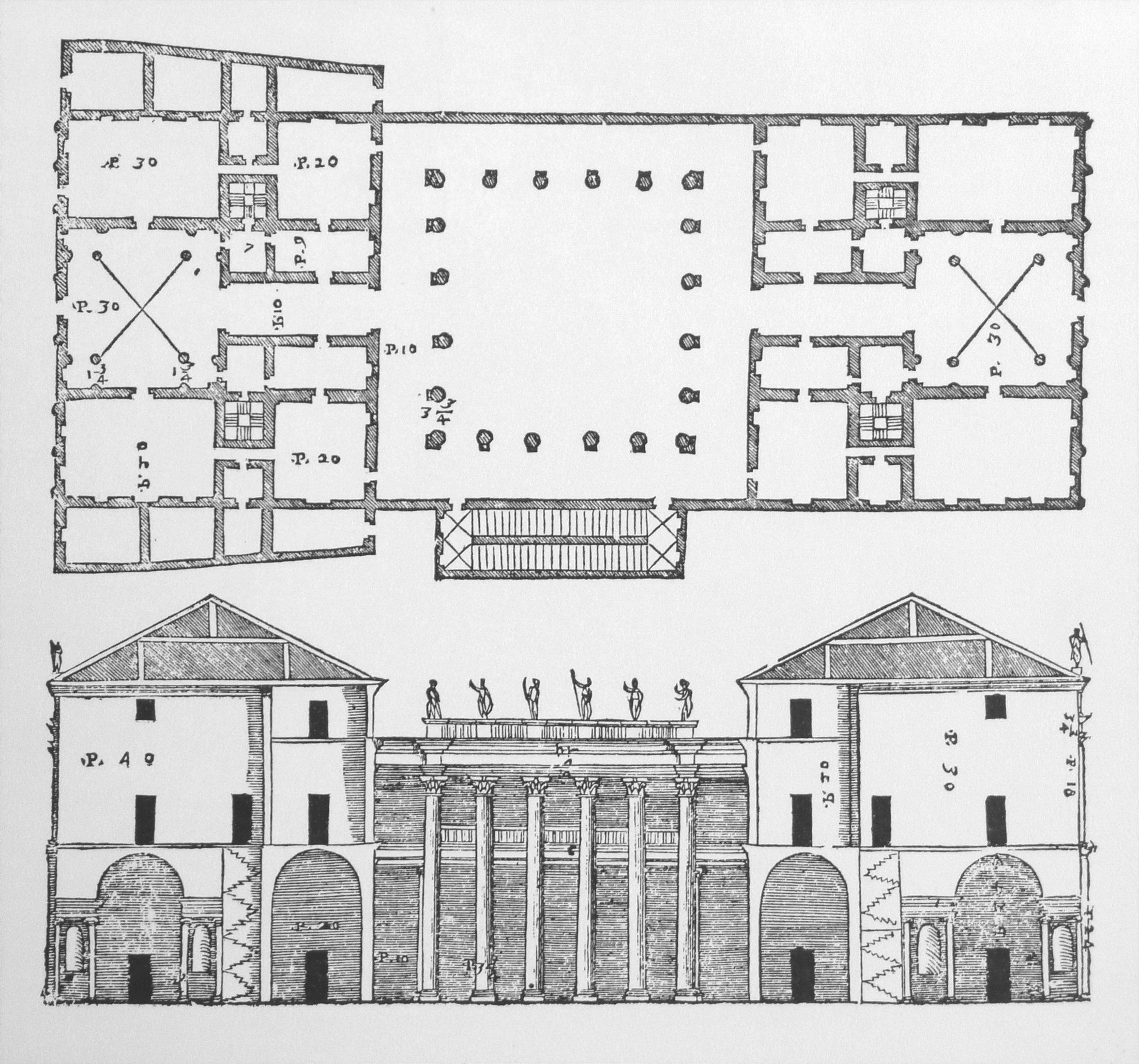
Plan et vue du palais Porto publiés dans Les Quatre Livres de l'architecture, 1570

En 1542, le début de la réalisation du palais de ses beaux-frères, Adriano et Marcantonio Thiene à quelques mètres de sa propriété foncière, dans la contrà Porti, a très probablement suscité une émulation chez Iseppo (Giuseppe) Porto ; il entreprend alors la construction d'un grand palais. Le mariage d'Iseppo avec Livia Thiene, dans la première moitié des années 1540, a très probablement été l'occasion concrète de faire appel à l'expertise d'Andrea Palladio.
Liés aux Thiene, les Porto sont une des riches et puissantes familles de la ville et les palais des membres de ses différentes branches bordent la rue qui, aujourd'hui encore, porte leur nom. Iseppo est un personnage influent, il assume différentes responsabilités au sein de l'administration municipale et, à plusieurs reprises, il gère des dossiers pour lesquels des tâches ont été confiées à Palladio. Très probablement, leurs rapports devaient être plus étroits que ceux normalement entretenus par le maître de l’ouvrage et son architecte ; d'ailleurs, trente ans après le projet pour le palais de ville, Palladio conçoit et commence la réalisation d'une grande villa pour Iseppo à Molina de Malo, jamais terminée. Les deux amis meurent la même année, en 1580.
Le palais est habitable au mois de décembre 1549 avec, cependant, une moitié de la façade manquante, terminée trois années plus tard, en 1552. De nombreux dessins autographes de Palladio témoignent d’une évolution conceptuelle complexe, qui prévoyait, dès l’origine, l'idée d’un palais bâti entre deux rues parallèles et composé de deux blocs résidentiels distincts, le long de la contrà Porti et de la stradella dei Stalli. Dans Les Quatre Livres de l'architecture, les deux compartiments sont reliés entre eux par une majestueuse cour péristyle à colonnes d'ordre colossal, aux chapiteaux composites ; c’est clairement une nouvelle élaboration de cette idée originelle aux fins de la publication.
Comparé au palais Civena, antérieur de quelques années, le palais Porto donne la pleine mesure de l'évolution palladienne consécutive au voyage de l’architecte à Rome en 1541 où il approfondit ses connaissances de l'architecture antique et contemporaine. Le modèle bramantesque du palais Caprini est ici réinterprété en tenant compte de l'habitude vicentine d’habiter le rez-de-chaussée, corollairement plus haut. Le hall d’entrée à quatre colonnes est une réinterprétation palladienne des espaces vitruviens, où survit encore le souvenir des traditionnelles typologies vicentines.

## Description
La façade représentative sur rue du palais est divisée en sept travées, délimitée par huit colonnes pour le piano nobile, aux chapiteaux d'ordre ionique, dégagées aux trois-quarts du mur et couronnées d'une corniche architravée très saillante.
Les entrecolonnements sont occupés par sept fenêtres, dont le balcon forme une avancée, surmontées, selon une alternance régulière, de frontons triangulaires et d'arcs bombés. Sur le fronton de l'axe central et des deux axes extérieurs reposent deux statues, d'où partent des guirlandes décoratives en stuc ornant l'espace entre les moulures des fenêtres et les colonnes.
Le rez-de-chaussée en pierres de taille repose sur un socle au crépi lisse, délimité par deux bandeaux en saillie sur toute la largeur. La relative monotonie de l'ordonnancement de l'appareillage est rompu par le traitement du porche d'entrée et des six fenêtres. Au-dessus de ces dernières sont disposés, en forme d'étoile, des motifs trapézoïdaux dont la base, coupée droite, forme le linteau ; ils s'insèrent dans une arcature feinte semi-circulaire, au crépi lisse, dont l'arc est formé par la base d'autres motifs trapézoïdaux l'entourant, surmontée d'un masque.
L'étage supérieur, relativement bas, est subdivisé en sept travées, comme le piano nobile, mais par huit pilastres dont les deux de l'axe central reçoivent les statues d'Iseppo et de son fils Leonida, vêtus à l'antique. Ils surveillent ainsi l'entrée des visiteurs de leur palais.
La façade est par ailleurs animée par un jeu d'ombre et de lumière, grâce à l'articulation de son mur en plusieurs couches de profondeur obtenue par l'utilisation des colonnes, moulure et balcon des fenêtres, frontons.
À l’intérieur, les deux pièces situées à gauche du hall d’entrée sont décorées de fresques dues à Véronèse et Domenico Riccio, alors que les stucs sont de Bartolomeo Ridolfi.

## Galerie

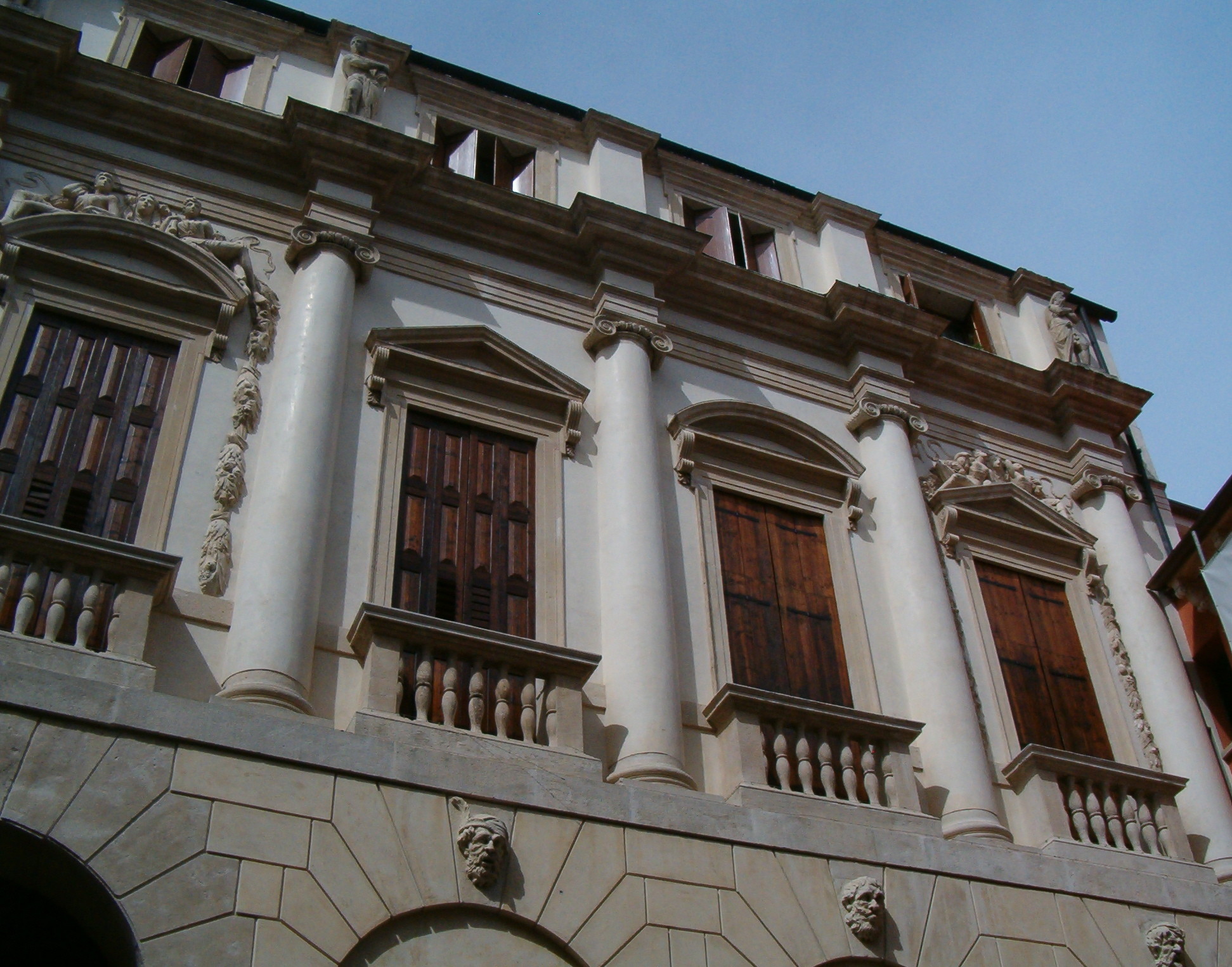
Détail de la façade
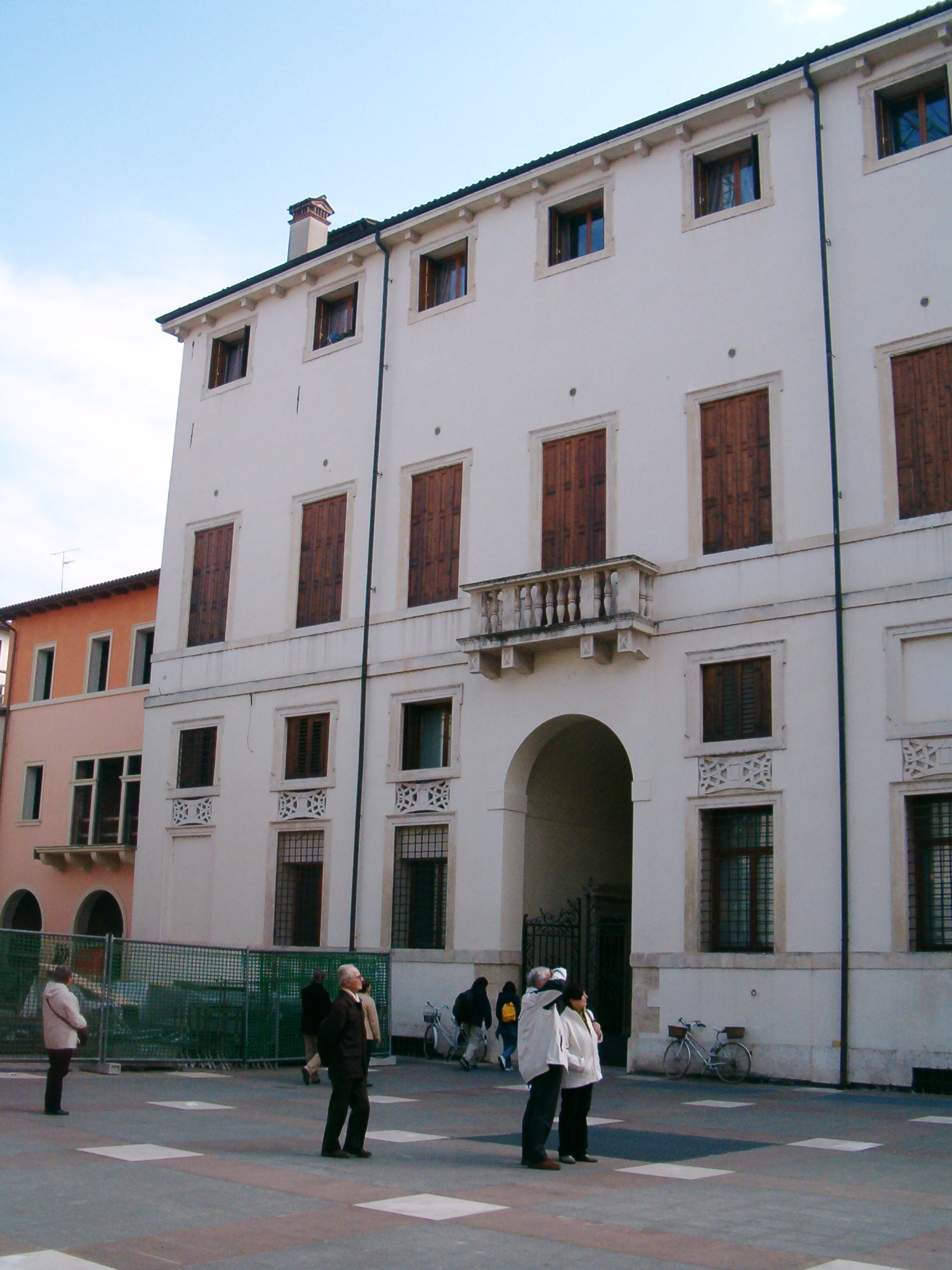
Vue de la façade arrière
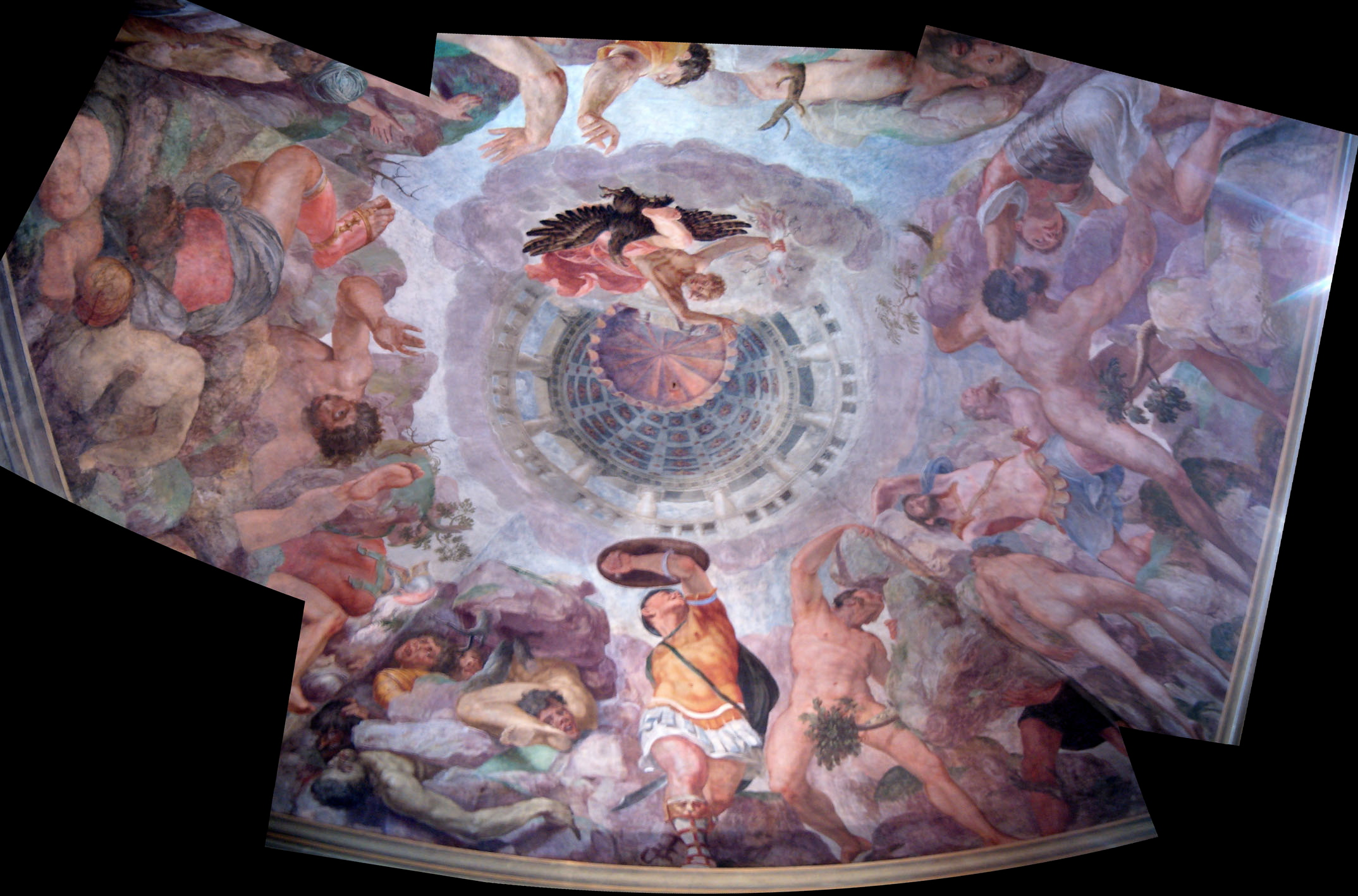
La caduta dei Giganti, fresque due à Domenico Riccio
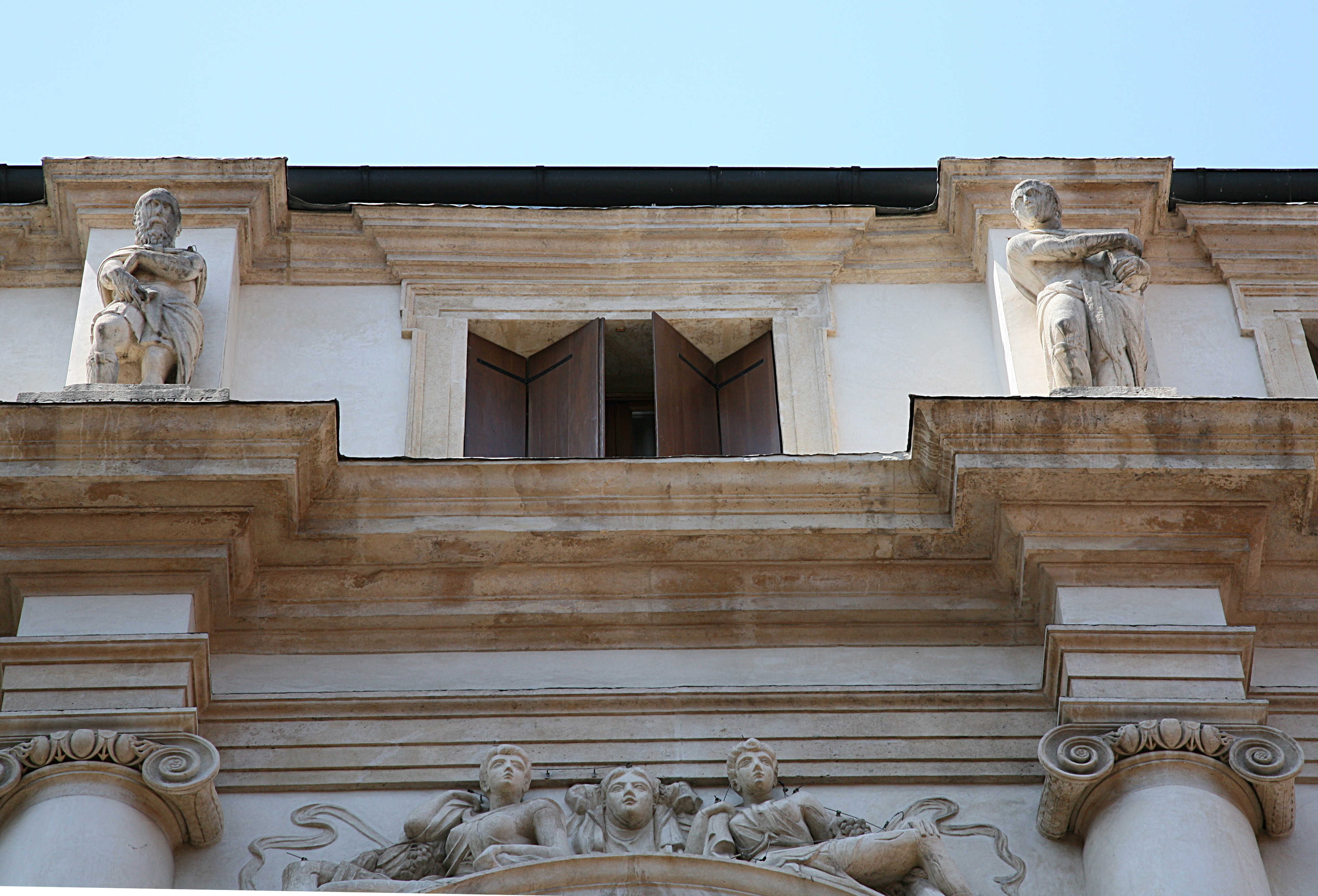
Statue d'Iseppo Porto et de son fils Leonida à l'étage supérieur

## Sources de traduction
- (it) Cet article est partiellement ou en totalité issu de l’article de Wikipédia en italien intitulé « Palazzo Porto » (voir la liste des auteurs) dans sa version du 9 février 2009. Il est lui-même issu du texte relatif au Palazzo Porto, sur le site du CISA, lequel a autorisé sa publication (cf  tkt #2008031210017761)